# Jakub Dobruch
Jakub Tomasz Dobruch – polski lekarz, specjalista w dziedzinie urologii, nauczyciel akademicki, profesor nauk medycznych.

## Życiorys
W 2000 ukończył z wyróżnieniem i pierwszą lokatą studia w Wydziale Lekarskim Warszawskiej Akademii Medycznej. Specjalista w dziedzinie urologii (2008).
Stopień doktora nauk medycznych uzyskał w 2004 w Warszawskiej Akademii Medycznej na podstawie dysertacji pt. Rola układu wazopresynergicznego w ośrodkowej regulacji układu krążenia u szczurów SD z zawałem mięśnia sercowego, której promotorem była Ewa Szczepańska-Sadowska.
Stopień doktora habilitowanego nauk medycznych uzyskał w 2014 w Centrum Medycznym Kształcenia Podyplomowego na podstawie osiągnięcia naukowego pt. Znaczenie kliniczne stanu marginesów chirurgicznych u chorych poddanych prostatektomii radykalnej. W 2019 został mianowany na stanowisko profesora Centrum Medycznym Kształcenia Podyplomowego. W 2021 decyzją Prezydenta RP uzyskał tytuł profesora.
Zawodowo związany z Centrum Medycznego Kształcenia Podyplomowego, gdzie pracuje na stanowisku kierownika I Kliniki Urologii. Odbył szereg zagranicznych szkoleń i staży w Europie (Berlin, Lipsk, Linz, Salzburg) i Stanach Zjednoczonych (Nowy Jork, Miami, Dallas, Winston-Salem).
Członek Polskiego Towarzystwa Urologicznego (PTU), w tym Wiceprezes Zarządu Głównego PTU (kadencja 2022-2026).
Autor i współautor ponad 100 publikacji naukowych.

## Odznaczenia
- Srebrny Krzyż Zasługi (2021)[5]